# Vrpolje (Šibenik)
Vrpolje (olaszul: Verpoglie) falu Horvátországban Šibenik-Knin megyében. Közigazgatásilag Šibenikhez tartozik.

## Fekvése
Šibeniktől 12 km-re délkeletre, Dalmácia középső részén fekszik. A település központján halad át az 58-as számú Šibenik-Split főút, északi határán pedig az A1-es Zágráb-Split autópálya, melyhez a Vrpolje csomópontnál csatlakozik. Itt halad át a Šibenik-Perković vasútvonal is, amelynek "Ripište", "Dabar" és "Primorsko Vrpolje" nevű állomásai is a területén találhatók.

## Története
A település már a középkorban is létezett, ezt bizonyítja középkori eredetű római katolikus temploma. A török a környék falvaival együtt a 16. század közepén foglalta el és a 17. század végéig uralma alatt maradt. A török kiűzése után velencei uralom következett. 1797-ben a Velencei Köztársaság megszűnésével a Habsburg Birodalom része lett. 1806-ban Napóleon csapatai foglalták el és 1813-ig francia uralom alatt állt. Napóleon bukása után ismét Habsburg uralom következett, mely az első világháború végéig tartott. A falunak 1857-ben 401, 1910-ben 572 lakosa volt. Az első világháború után rövid ideig az Olasz Királyság, ezután a Szerb-Horvát-Szlovén Királyság, majd Jugoszlávia része lett. Lakossága mezőgazdaságból, szőlőtermesztésből élt. A település első iskoláját 1938-ban építették első tanítója Ivo Vrhovec volt. A második világháború  idején bevezették az olasz nyelvű oktatást, majd bezárták az intézményt. Az oktatás az 1945/46-os tanévben már horvát nyelven indult újra és nem sokkal ezután felépült és megnyílt az új iskolaépület. A délszláv háború során a település mindvégig horvát kézen volt. 2011-ben 776 lakosa volt. Šibenik közelségének köszönhetően (autóval 7-8 perc) a fiatalok egyre nagyobb része marad a településen, ahol az utóbbi években új óvoda is létesült. Ezért a lakosság száma számos dalmáciai településsel ellentétben itt nem csökkent.

## Lakosság
| Lakosság változása | Lakosság változása | Lakosság változása | Lakosság változása | Lakosság változása | Lakosság változása | Lakosság változása | Lakosság változása | Lakosság változása | Lakosság változása | Lakosság változása | Lakosság változása | Lakosság változása | Lakosság változása | Lakosság változása | Lakosság változása |
| ------------------ | ------------------ | ------------------ | ------------------ | ------------------ | ------------------ | ------------------ | ------------------ | ------------------ | ------------------ | ------------------ | ------------------ | ------------------ | ------------------ | ------------------ | ------------------ |
| 1857               | 1869               | 1880               | 1890               | 1900               | 1910               | 1921               | 1931               | 1948               | 1953               | 1961               | 1971               | 1981               | 1991               | 2001               | 2011               |
| 401                | 369                | 410                | 429                | 423                | 572                | 640                | 815                | 718                | 798                | 846                | 789                | 680                | 800                | 810                | 776                |

## Nevezetességei
- A Nagyboldogasszony tiszteletére szentelt római katolikus temploma középkori eredetű. Búcsúünnepét minden év augusztus 15-én tartják, amikor nagy népünnepélyt és vásárt rendeznek a településen.
- A település feletti Gorica nevű magaslaton áll a Szent János kápolna,[4] melyhez nemrég Lokvétól kiinduló keresztutat építettek. A közelében találhatók Szent János várának maradványai. A várrom és a kápolna Vrpolje település felett, a Sveti Ivan-dombon 175 méteres magasságban, a tájat uraló helyen található. Mindkét épület egy őskori erődített település belsejében található, amelyből csak a kőtöltés formájú sáncok őrződtek meg. A várat a velencei-török háborúk során többször lebontották és újjáépítették. A falmaradványok leginkább a déli oldalon láthatók, ahol a domb legmeredekebb. A vár valódi méreteit kutatás nélkül már nem lehet megállapítani, de elvileg körülbelül 70 x 40 méteres területet ölel fel. Szent János várát azért építették, hogy megvédjék Vrpolje környékét a török betörésektől. Valószínűleg már a 15. században állt, bár először 1503-ban említik az írásos dokumentumokban. A kápolna a vár fennsíkjának délnyugati sarkában található. Egyhajós, hosszúkás épület, téglalap alakú apszissal. Szabálytalan tájolással, délkeletre néző szentéllyel. Az apszis félköríves boltozatos, a hajó felett fából készült famennyezet található. A szerény történeti adatok és az épület jellemzői nem teszik lehetővé a kápolna pontosabb keltezését, de mivel legkésőbb a 15. században a török elleni védekezésre épült Szent János váron belül helyezkedett el, feltételezhetjük középkori létezését. A velencei-török háborúk után a kápolnát a jelenlegi méretekben és elrendezésben újították fel.

## Kultúra
A település "Vrpoljac" nevű kulturális és művészeti egyesületét 1961-ben alapították. Ennek keretében működik az 1979-ben alapított fúvószenekar és a 2004-ben alapított "Mirakul" vegyeskar.

## Oktatás
Vrpolje alapiskolája a Šibenik városához tartozó falvak egyetlen ilyen intézménye, melynek Boraján, Danilón és Perkovićon területi tagozatai működnek. Az iskolába nagy számban járnak a környező falvak (Kraljice, Danilo, Boraja, Vrsno, Lepenica, Donje polje, Donje Vrpolje, Gornje Vrpolje, Slivno, Mravnica és Sitno Donje) tanulói.